# 斯图亚特·L·施莱伯
斯图亚特·L·施莱伯（英語：Stuart L. Schreiber，1956年2月6日—），就职于美国哈佛大学和麻省理工及哈佛名下的博大研究所。他引领化学生物学长达20余年。他的名字常在生物学和医学的小分子探针应用领域出现。小分子携带有大量动态信息流，会与大分子（DNA、RNA、蛋白质）携带的遗传信息流协同合作。1980至1990年间，施莱伯应用化学生物学方法在生物学界取得巨大进展，并将其形成为生命科学领域最高速发展的学科。

## 就学之路
施莱伯取得弗吉尼亚大学化学学士学位后，在哈佛大学攻读化学专业研究生。他加入了罗伯特·伯恩斯·伍德沃德的研究小组，在伍德沃德逝世后继续在岸义人指导下研究。施莱伯于1980年任耶鲁大学化学助理教授。

## 1980至1999年间的重要研究
施莱伯的工作主要是有机合成方向，定义了诸如光致环加成反应（photocycloaddition）等用于建立复杂化合物的立体化学、氢过氧化物碎片合成大环内酯物、辅助立体控制、基团选择性以及双向合成。主要成就包括多种天然复杂化合物的合成，如蓝霉素B（talaromycin B）、星形曲霉毒素（asteltoxin）、燕麦曲霉素（avenaciolide）、盘长孢酮（gloeosporone）、引地霉素（hikizimycin）、防霉红菌素A（mycoticin A）、epoxydictymene以及免疫抑制药物FK-506 。1988年，在施莱伯参与发现FK506相关蛋白FKBP12后，他发表了关于小分子FK506与环胞菌素通过构成FKBP12-FK506-钙调磷酸酶或者亲环蛋白-环胞菌素-钙调磷酸酶三元复合体来抑制钙调磷酸酶的活性。这项研究与斯坦福大学的杰拉德·克勒布楚依（Gerald Crabtree）关于NFAT蛋白的研究共同解释了钙-钙调磷酸酶-NFAT信号通路。他这项里程碑式的发现给出了细胞膜到细胞核完整信号通路的一个早期样本，这在Ras-Raf-MAPK通路还未被阐明的年代是个非常不错的发现。
1993年，施莱伯与克勒布楚依发展了"小分子二聚"研究，该研究通过邻近效应让小分子活化大量信号分子和信号通路(如fas抗原、胰岛素、TGFβ和T-细胞受体)。施莱伯与克勒布楚依证明了小分子能在时间和空间上控制动物信号通路的激活。二聚体工具被全世界395家机构的898家实验室（截至2005年2月）分享，因此产生了超过250份学术界的同行评审。这项在基因治疗上前景大好的研究因其在小分子引导灵长类紅血球生成激素的能力，即至今为止，在六年期内，没有迹象表明这种能力有所减弱，而且最近还有更多人体临床II期的有关抗宿主病的治疗（ARIAD制药公司消息）。
1994年，施莱伯发现雷帕霉素（rapamycin）小分子同时连接FKBP12与哺乳动物雷帕霉素标靶（mTOR） （曾命名为FKBP12-雷帕霉素联合蛋白，即FRAP）。应用定向多样性合成和小分子筛选，施莱伯阐明了酵母中TOR蛋白及哺乳动物细胞中mTOR的营养素回应信号网。小分子诸如uretupamine和雷帕霉素对于显示某些如mTOR、Tor1p、Tor2p、Ure2p等蛋白质展示出了特殊效果，即接收信号多重输入，并将接收处理为多重输出（与多路处理器相似）。许多药物公司正致力于将营养素信号网应用到多种癌症的治疗，包括实体瘤。
1996年，施莱伯应用小分子trapoxin和depudecin来表征分子级别的组蛋白脱乙酰基酶（HDAC）。在施莱伯之前HDAC蛋白从未被离析，尽管不少人曾希望从早在30年前就被Allfrey VG.检测到的细胞提取物的酶活性得到启示，从而进行分离。与此几乎同时，David Allis与他的同事发现了组蛋白乙酰转移酶（HAT）。这两项研究促成了这个领域的多项研究，最终导致了大量组蛋白修饰酶的特征化，这使得组蛋白以及相关蛋白都可被“标记”。通过应用全局法来解释染色质功能，施莱伯提出染色质的“信号网络模型”，而另外一种解释是Strahl和Allis提出的“组蛋白编码假说”。这些解释开创了将染色质作为调控元素而不仅仅是结构元素的思想。

## 2000年以后的进展
过去10年中，施莱伯的研究主要利用多向合成（DOS），化学遗传学，以及ChemBank将生物学上小分子的应用系统化。施莱伯发现DOS能利用因骨架和立体化学相异而产生的不同化学空间来产生特定途径的小分子，而且能够提供产生预期的针对相应化学用途需要的化学操作，例如，组合合成与所谓化学合成建模上的Build/Couple/Pair策略。DOS通路与小分子筛选的新技术提供了许多生物学上新式的并可能是突破性的研究方法。例如，施莱伯与其合作者利用细胞印记筛选发现monastrol，这是第一种不针对微管蛋白的小分子有丝分裂抑制剂。Monastrol对一种称做驱动蛋白-5机动蛋白进行抑制，并能更深入研究驱动蛋白-5的功能。这项研究使得默克等药物公司开始研发针对人类驱动蛋白-5的抗癌药物。施莱伯的实验室应用多向合成与化学遗传学手段研究小分子组蛋白和微管蛋白去乙酰化酶探针、转录因子、细胞质固定蛋白、发展性信号蛋白(例如histacin, tubacin, haptamide, uretupamine,  concentramide和calmodulophilin)等等。多维筛选的方法也在2002年被引进，用于研究肿瘤发生，细胞极性和化学空间等等。超过30家机构 的100多家实验室利用他创建的筛选中心（Broad Chemical Biology （页面存档备份，存于） ）（BCB），即之前哈佛ICCB)筛选小分子，因此产生了不少小分子探针(仅2004年就报道了81例)并且推动了生物学的发展。为了推动小分子为基础的研究公开化，施莱伯积极推动称作ChemBank 的检验数据库和分析环境，并于2003年进入因特网。2006年3月更新的ChemBank (v2.0) （页面存档备份，存于）让公众更容易查询与分析8700万种筛选方法中的1209种小分子筛选。
施莱伯的实验室总是化学生物学的焦点，首先是在生物学三个特别的方面对小分子的独特应用，接着是在生物医学的研究中更广泛的应用小分子。作为化学生物学的头号人物，他影响着政府和私人的研究团体。学院的筛选中心模仿着博大研究所的化学生物学项目，在美国，通过政府发起的NIH图网，全国都在开展该类研究。原来的化学学部改名以涵盖化学生物学，新的刊物也应运而生（Chemistry & Biology、ChemBioChem、Nature Chemical Biology、ACS Chemical Biology）。施莱伯已经加入了三家以化学生物学为主的生物制药公司，分别是Vertex Pharmaceuticals、 Inc. (VRTX)、Ariad Pharmaceuticals、 Inc. (ARIA)、and Infinity Pharmaceuticals、Inc (INFI)。这些公司已生产出对抗多种疾病的新药，包括艾滋病和癌症。

## 部分获奖
- Award in Pure Chemistry, ACS (1989).  "因其开拓了对天然产物的合成与作用机理的研究"
- Ciba-Geigy Drew Award for Biomedical Research: Molecular Basis for Immune Regulation (1992).  "因其发现免疫亲和素（immunophilins）以及对阐述钙-钙调磷酸酶-NFAT信号通路中的重要角色"
- Leo Hendrik Baekeland Award, North Jersey Section of ACS (1993).  "对其在化学上的突出贡献"
- Eli Lilly Award in Biological Chemistry, ACS (1993).  "因其对化学生物学的基础研究"
- American Chemical Society Award in Synthetic Organic Chemistry (1994).  "因其在有机合成界面，分子生物学以及细胞生物学针对免疫亲和素相关研究成为经典例证的创造性成就"
- George Ledlie Prize (Harvard University)  (1994).  "因其的研究深刻的影响了细胞生物学中对化学的理解，以及阐明了细胞生物学中分子识别与信号的基础性过程"
- Harrison Howe Award (1995).  "因其对复杂有机分子合成的成就，对FK506的免疫抑制作用的认识，以及对分子识别和胞内信号的革新"
- Warren Triennial Award (shared with Leland Hartwell)  (1995).  "因在有机化学中创造了Phil Sharp称做'化学细胞生物学'的新领域。在这些研究中，小分子被系统化并用来认识和控制信号传导通路。施莱伯使得小分子研究蛋白质作用与突变来研究基因一般容易。这种手段使细胞生物学与医学中基础过程研究充满希望。"
- Tetrahedron Prize for Creativity in Organic Chemistry (1997).  "因其在化学合成方面的贡献对生物学和医学的间接影响"
- ACS Award for Bioorganic Chemistry (2000).  "因其在化学遗传学领域的贡献使小分子应用到类遗传学筛选解析细胞周期"
- William H. Nichols Medal (2001).  "因其对胞内信号化学方面认识的贡献"
- Chiron Corporation Biotechnology Research Award, American Academy of Microbiology (2001).  "因其生物学应用小分子的系统化方法的发展"
- Society for Biomolecular Screening Achievement Award (2004).  "因其在化学生物学上令小分子系统应用阐述基本生物通路的工具的发展与应用"
- American Association of Cancer Institutes (2004).  "因其在化学生物学领域的贡献，使之成为癌症治疗的新途径"